# Sainte-Foy-lès-Lyon
Sainte-Foy-lès-Lyon är en kommun i departementet Rhône i regionen Auvergne-Rhône-Alpes i östra Frankrike. Kommunen ligger i kantonen Sainte-Foy-lès-Lyon som tillhör arrondissementet Lyon. År 2022 hade Sainte-Foy-lès-Lyon 21 893 invånare.

## Befolkningsutveckling
Antalet invånare i kommunen Sainte-Foy-lès-Lyon
| Referens: INSEE |